# Caroline Müller-Korn
Caroline Müller-Korn (* 30. August 1993 in Lutherstadt Wittenberg, geborene Caroline Müller) ist eine deutsche ehemalige Handballspielerin, die zuletzt beim deutschen Erstligisten Buxtehuder SV unter Vertrag stand. Sie ist die jüngere Schwester des Politikers Sepp Müller.

## Karriere

### Verein
Caroline Müller-Korn begann das Handballspielen im Alter von sechs Jahren beim VfL Gräfenhainichen. Ab dem Jahre 2006 lief die ehemalige Landesauswahlspielerin aus Sachsen-Anhalt für den SV Union Halle-Neustadt auf. Ab dem Sommer 2008 besuchte sie die Sportakademie vom dänischen Verein Viborg HK. Obwohl Müller-Korn noch Jugendspielerin war, wurde sie sporadisch in der ersten Damenmannschaft eingesetzt, mit der sie 2010 den dänischen Pokal gewann.
Im Oktober 2011 wurde die damalige Jugendnationalspielerin für etwa einen Monat vom deutschen Bundesligisten HC Leipzig ausgeliehen. Müller-Korn wurde nach Ende der Saison 2011/12 vom dänischen Zweitligisten Ringkøbing Håndbold verpflichtet. Nachdem der dänische Verein Aalborg DH im September 2013 aufgrund seiner finanziellen Situation vor Saisonbeginn vom Spielbetrieb ausgeschlossen wurde, rückte Ringkøbing Håndbold in die höchste dänische Spielklasse auf. Ab dem Sommer 2014 lief sie für den deutschen Bundesligisten VfL Oldenburg auf. Im Sommer 2017 schloss sie sich Borussia Dortmund an. Zur Saison 2020/21 wechselte Müller-Korn zum Buxtehuder SV. Am 21. Oktober 2021 wurde bekannt, dass sich der Buxtehuder SV von Müller-Korn trennt.

### Nationalmannschaft
Am 7. Oktober 2016 bestritt sie im Länderspiel gegen Spanien ihre erste Partie. Sie absolvierte sechs Spiele, in denen sie kein Tor erzielte.

## Sportliche Erfolge
- dänische Pokalsiegerin 2010